# أنابيل جولدسميث
أنابيل جولد سميث (بالإنجليزية: Lady Annabel Goldsmith)‏ سيدة مجتمع بريطانية تنحدر من عائلة أرستقراطية (ولدت يوم 11 يناير من العام 1938 في لندن)